# Al-Yamama

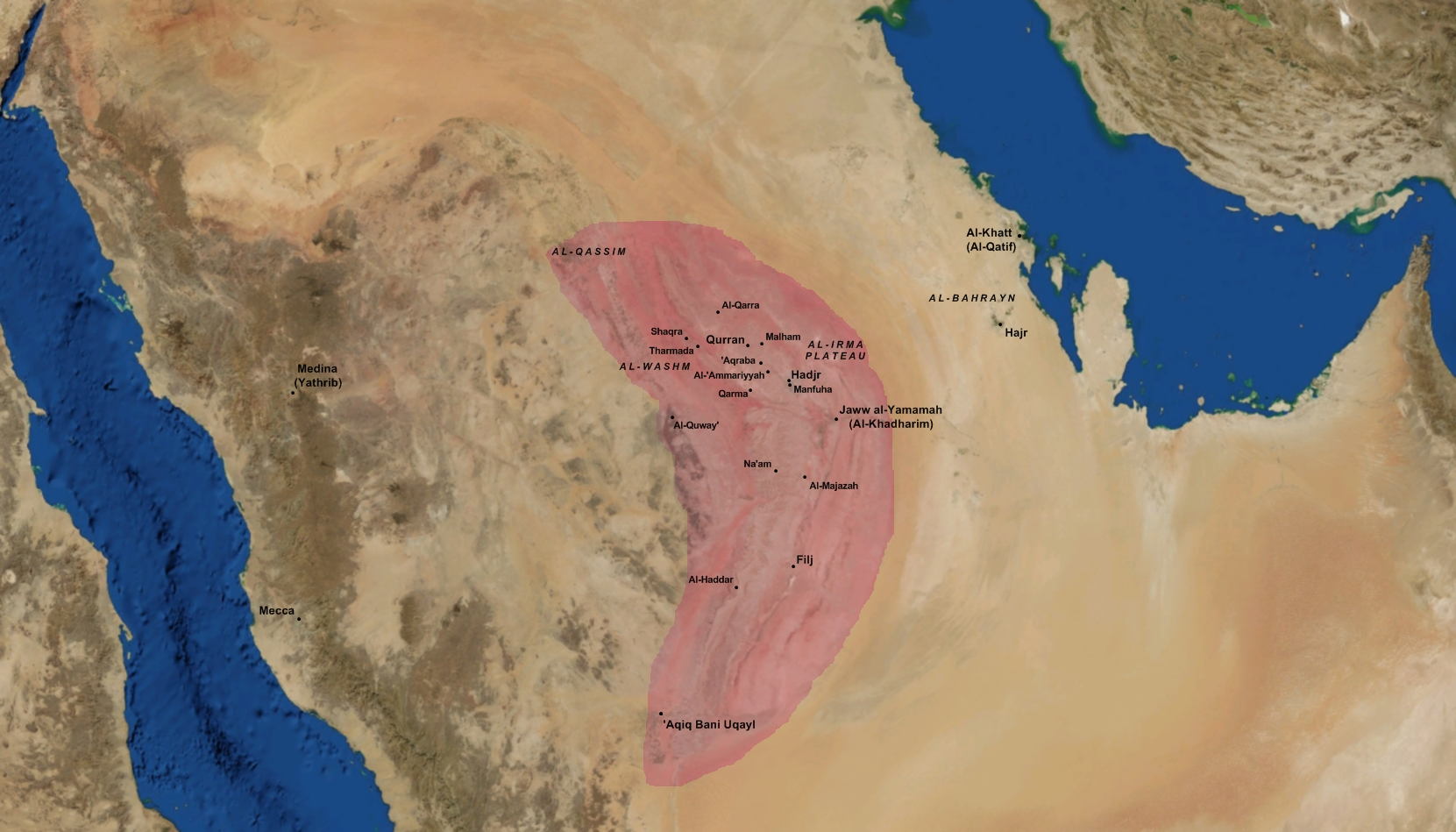
La región histórica de Al-Yamamah en su extensión más grande, descrita por Yaqut y Al-Hamadani, junto con algunos de los poblamientos prominentes de la región en tiempos preislámicos y a principios del período islámico.

Al-Yamamah (en árabe: اليمامة‎, romanizado: al-Yamāmah) es una región histórica de la península arábiga, al este de la meseta de Néyed en el moderno estado Arabia Saudí. Más específicamente alrededor del pueblo ahora abandonado de Jaww Al-Yamamah, cerca de al-Kharj (de donde proviene el nombre).  Aunque previamente surgieron algunas formas primitivas de países en Yamama que se desconocen, la región cobró importancia en la historia islámica por ser el lugar donde se libraron las Guerras Ridda inmediatamente después de la muerte de Mahoma. La región se fue englobando de manera gradual en el término Néyed, el cual abarca un área más grande. Aun así, la denominación Al-Yamamah todavía se usa. La sede actual del gobierno saudí en Riad, por ejemplo, se conoce como el Palacio de Yamamah.
Salit bin Amri fue enviado por Mahoma con una carta a Hozah bin Ali, rey de Yamama, para invitarle a convertirse al islam durante la Expedición de Zaid ibn Haritha, en 628 d. C.